# Traité de concession d'aménagement
Le Traité de Concession d'Aménagement (TCA) est un contrat entre la collectivité et l'aménageur désigné pour la réalisation d'une opération d'urbanisme, notamment dans le cadre des zones d'aménagement concertées (ZAC). 
C'est par exemple le cas entre la Ville de Paris et la SEMAPA pour la réalisation de l'opération "Paris Rive Gauche". 

## En France
La concession porte sur une opération d’aménagement, qui, au sens du code de l’urbanisme doit :
- répondre aux objectifs fixés à l’article L 300-1 du code de l'urbanisme[1] ;
- avoir un impact en termes d'incidence urbaine[1] ;
- concerner une part significative du territoire urbain[1] ;
- avoir un périmètre défini[1] ;
- présenter un certain degré de complexité[1] ;
- comporter la réalisation de travaux et d’équipements publics[1] ;
- comprendre une action foncière[1].